# Mulasno

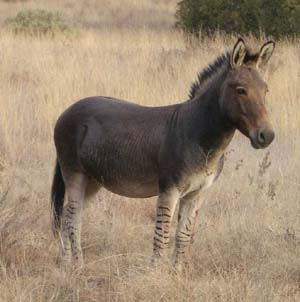
Un mulasno en África del Sur.

El mulasno o cebrasno es un animal híbrido, resultado del cruce entre una cebra y un asno.
El asno es un pariente próximo de la cebra y ambos pertenecen a la familia de los équidos.
Se pueden encontrar mulasnos salvajes en África del Sur, donde cebras y jumentos viven en estrecha proximidad. Como las mulas, son generalmente estériles a causa de un número impar de cromosomas, que impide la meiosis.
Los mulasnos son casos muy raros; sin embargo, en El origen de las especies mediante la selección natural (1859), Charles Darwin indica el caso de un mulasno que había aparentemente producido un triple híbrido con una yegua.
Por lo general, es común que se emparejen una cebra macho con una asna y tengan éxito en procrear un híbrido. Sin embargo, en el año 2005, en Barbados, nació un mulasno de la unión de un asno con una cebra y, más recientemente, en el zoológico de Reynosa, en el estado de Tamaulipas (México), ha nacido un cebrasno del cruce de un asno albino con una cebra hembra; la cría ha recibido el nombre de Khumba.

## Genética
Los asnos y los equinos salvajes no tienen el mismo número de cromosomas: los asnos tienen 62, mientras que las cebras tienen entre 44 y 62, según la especie. A pesar de esta diferencia, los híbridos viables son posibles siempre que la combinación génica de éstos permita su desarrollo embrionario hasta su nacimiento. Un híbrido tiene un número de cromosomas en algún punto intermedio entre el número de cromosomas del padre y los de la madre. Tal diferencia cromosómica hace poco fértil al híbrido hembra y, al híbrido macho, estéril; debido a un fenómeno conocido como regla de Haldane. Esta diferencia en el número de cromosomas entre las dos especies es muy probable, debido a que los caballos poseen dos cromosomas más largos, cuyo contenido génico es equivalente al de cuatro cromosomas de una cebra.
La creencia popular afirma que solamente se producen híbridos de este tipo cuando la cebra es quien preña a una burra, pero el caso del híbrido de Barbados demuestra lo contrario. Otros dos mulasnos como el de Barbados han nacido, pero éstos no pudieron sobrevivir y llegar a la madurez. Su rareza indica que el menor número de cromosomas debe ser de parte del macho para que se produzca un híbrido viable.
Los mulasnos son híbridos específicos obtenidos del apareamiento de dos especies de un mismo género; presentan trazas y características de cada uno de sus padres; y, asimismo, varían considerablemente según la manera en que los genes de sus padres se expresen y en cómo interactúen.

## En cautividad

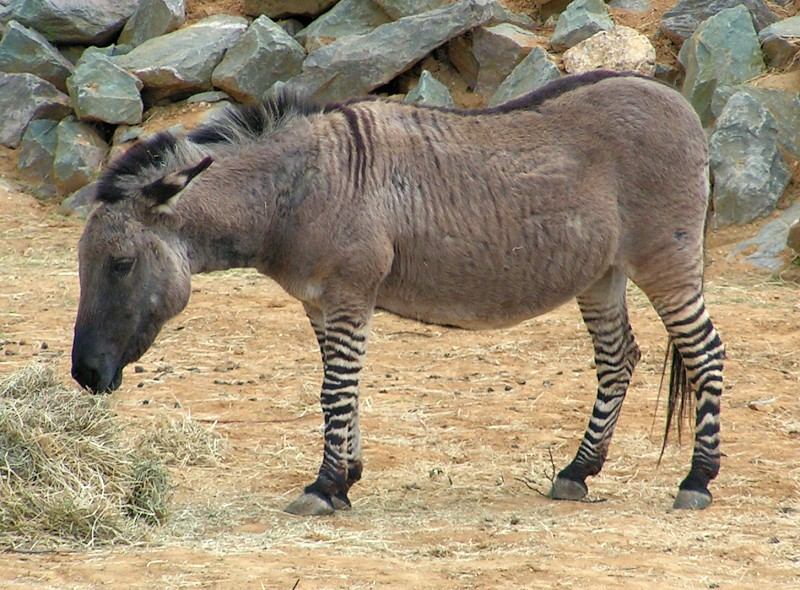
"Sombra", el mulasno del zoo de Colchester.

Aunque los mulasnos son híbridos raros, algunos zoológicos han logrado producirlos. El zoo de Colchester, en Essex, se adjudicó erróneamente haber producido en 1971 el primer mulasno; siendo que en «El origen de las especies» (1859), Charles Darwin menciona cuatro ilustraciones a color de híbridos entre burro y cebra, incluyendo un famoso cruzamiento de ambas especies efectuado en 1815 por Lord Morton. Y en «La variación de los animales y plantas bajo domesticación» publicado en 1868, Darwin escribe: "He visto, en el Museo Británico, un híbrido de asno y cebra rayado en sus cuartos traseros." —Luego continúa— "Hace muchos años, vi en los jardines zoológicos un curioso triple híbrido, de una yegua zaina, con un híbrido de un burro macho y una cebra hembra". Estas dos referencias son muy anteriores a las declaraciones del zoológico de Colchester. 
Un programa de crianza en dicho zoo, en 1975, dio como resultado varios híbridos. En la semana de Navidad de 1975 nació el tercer mulasno de ahí, el cual aún vive, obtenido mediante el apareamiento de una burra con diferentes cebras. Intentos anteriores para cruzar cebras con caballos o asnos habían fracasado en producir híbridos que sobrevivieran. La meta del zoo era crear para el Continente Africano un animal de trabajo que fuese resistente a las enfermedades. Los expertos del zoo creyeron que su éxito se debía a la utilización de una burra árabe (una variedad que anteriormente no se había intentado probar en experimentos de hibridación) y tenían muchas esperanzas en que los híbridos serían viables y fértiles. Todavía se exhibe el mulasno del zoológico de Colchester, pero ya no criarán más, ya que ahora la política del zoo impide las cruzas híbridas. En 2013 nació un cebrasno en el Refugio Aglietti (Italia), que recoge animales de diversa procedencia.
Un mulasno es mostrado y descrito en «Milagros de la vida animal» de 1930 —publicado por J. A. Hammerton—. Por aquella época, también fueron reportadas cruzas entre cebras de Grevy y asnos somalíes.
En ocasiones, los criadores de animales exóticos que cuidan cebras, también crían mulasnos.